# Piero Cappuccilli
Piero Cappuccilli (Trieste, 9 de novembro de 1929 - 11 de julho de 2005) foi um barítono italiano, reconhecido como um dos principais intérpretes líricos de Verdi do século XX especialmente em Macbeth e Simon Boccanegra.
Nascido em Trieste, Cappuccilli pretendia tornar-se arquiteto, mas após o incentivo de familiares decidiu prosseguir uma carreira na ópera. Estudou com Luciano Donaggio em sua cidade natal, e fez sua estréia no palco em 1951, cantando pequenos papéis. 
A sua estréia oficial na ópera em 1957, no Teatro Nuovo em Milão, cantando Tonio em Pagliacci. Em 1960, fez sua estréia no Metropolitan Opera, cantando Giorgio Germont em La Traviata.
Cappuccilli passou a maior parte de sua carreira cantando na Europa, com apenas raras viagens para a América. Ele fez sua estréia no Teatro alla Scala, em 1964, em Lucia di Lammermoor de Gaetano Donizetti (como Enrico). Em 1966 cantou em la Arena de Verona no Rigoletto e em 1967 no Covent Garden de Londres em La Traviata. Na Royal Opera House em Londres como Germont em 1967, e sua estréia Opéra de Paris ocorreu em 1978, como Amonasro. Ele também apareceu na Ópera Estatal de Viena e no Festival de Salzburgo. Trabalhou com os melhores maestros europeus da época (Karajan, Gavazzeni, Abbado, Kleiber) e se tornou um dos melhores intérpretes do repertório italiano. 
Cappuccilli era altamente respeitado como um "barítono" Verdiano, onde sua bela voz, técnica vocal, elegância musical e presença de palco digna, mostraram a sua melhor vantagem. 
Ele deixou uma discografia impressionante, ele gravou Lucia di Lammermoor, duas vezes, primeiro com Maria Callas, em 1959, e com a Beverly Sills, em 1970. Outras gravações notáveis incluem: 
Rigoletto, acompanhado por Ileana Cotrubas e Placido Domingo, dirigidos por Carlo Maria Giulini, Macbeth, contracenando com Shirley Verrett, e Simon Boccanegra, contracenando com Mirella Freni e Nicolai Ghiaurov, dirigidos por Claudio Abbado.
Em 1989 subiu pela última vez ao palco no teatro milanés no papel de Scarpia, da pucciniana Tosca.
Um acidente automobilístico em 1992, encerrou sua carreira nos palcos. 
Morreu aos 78 anos.